# Аммопиптант
Аммопиптант (лат. Ammopiptanthus) — род растений семейства Бобовые (Fabaceae).

## Описание
Вечнозелёные кустарники с растопыренными ветвями.
Листья кожистые, плотно серебристо опушённые, простые или сложные тройчатые; листочки яйцевидные или широкоэллиптические, с простым перистым основанием или с тремя базальными жилками; прилистники дельтовидные или линейные, приросшие к черешку, между собой не сросшиеся.
Цветки расположены поочерёдно и собраны в кисть.

## Распространение
Китай, Монголия и Центральная Азия.

## Таксономия
Ammopiptanthus S.H.Cheng, Ботанический журнал 44 (9): 1381—1386. 1959.
Виды
- Ammopiptanthus mongolicus (Maxim. ex Kom.) S.H.Cheng — Аммопиптант монгольский
- Ammopiptanthus nanus (Popov) S.H.Cheng — Аммопиптант карликовый
- Ammopiptanthus kamelinii Lazkov, 2006 — Аммопиптант Камелина — статус не определён[3].